# Victor Bachy
Pour les articles homonymes, voir Bachy.
Victor Bachy, né le 14 avril 1915 à Liège, mort le 26 mars 1999 à Woluwe-Saint-Lambert, est un historien et critique du cinéma, spécialiste du cinéma africain et professeur d’université belge, qui fut un des premiers auteurs à sortir de l’oubli Alice Guy (1873-1968) pionnière dans le domaine de la réalisation cinématographique,.

## Biographie

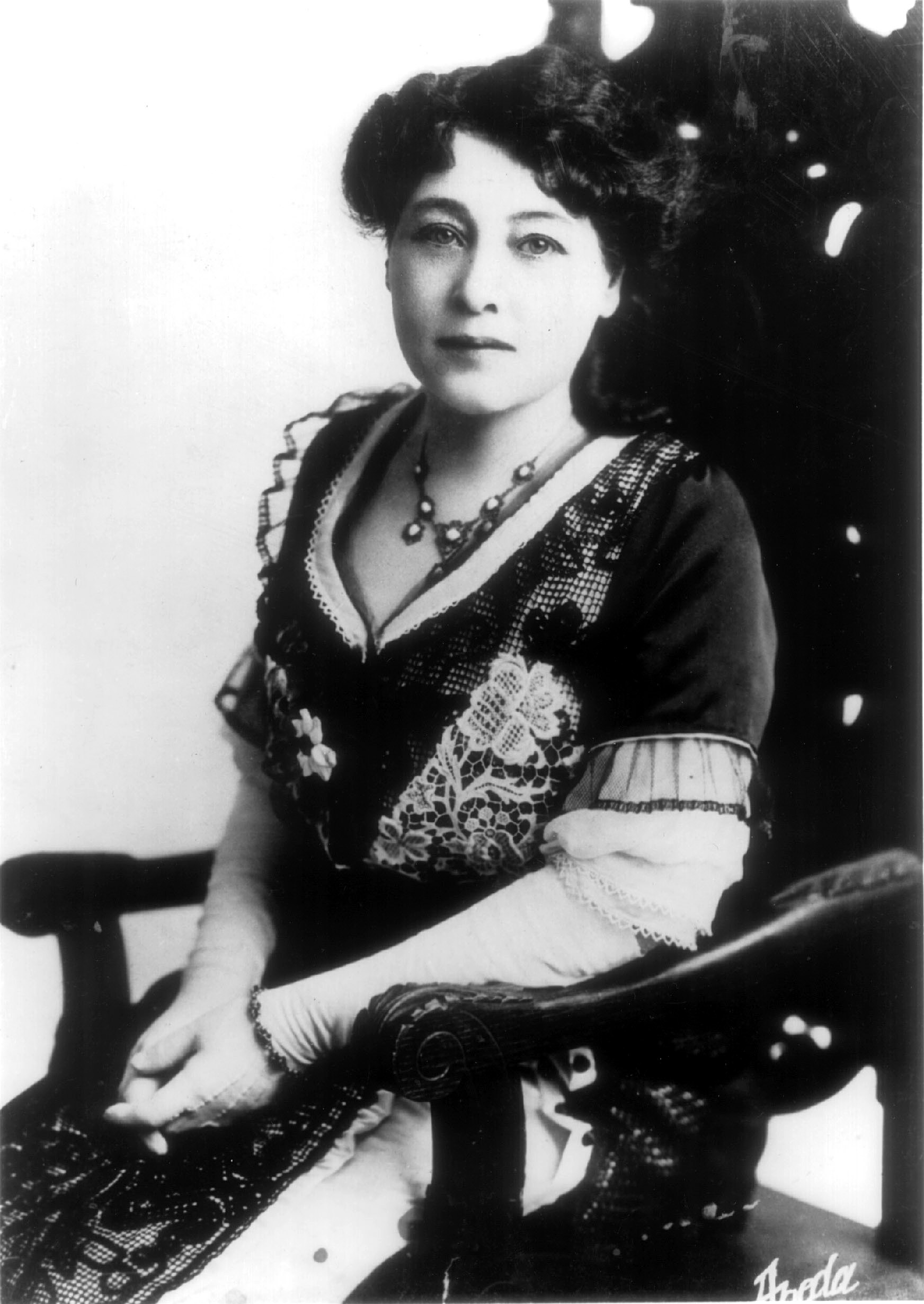
Alice Guy (New York, 1896)

Son père, originaire de Tournai, est horloger.
Victor Bachy a été professeur émérite à l'Université de Louvain et à l'Institut des arts de diffusion à Bruxelles.
Ses recherches personnelles et les entretiens qu'il a eu avec la pionnière du cinéma Alice Guy, de novembre 1963 à juin 1964, lui donnent matière à la publication en 1993 d'un ouvrage qui lui est consacré,.

## Ouvrages (sélection)

### Encyclopédies
- Victor Bachy, Robert Claude et Bernard Taufour (préf. Federico Fellini), Panoramique sur le 7e art, Paris, Éditions universitaires, 1959, 223 p. (OCLC 299953881, BNF 33189019)
- Victor Bachy, Robert Claude et Bernard Taufour, Panoramique sur le 7e art (édition mise à jour), Paris, Éditions universitaires, 1968, 240 p. (OCLC 760937025, BNF 32951935)

Selon le site Livres-Cinema.info, les deux éditions de ce livre furent « une véritable bible pour les néophytes ».

### Dictionnaire
- Victor Bachy, Jacques Binet et Ferid Boughedir (préf. Jean Rouch), Cinémas noirs d'Afrique, Éditions L'Harmattan, 1983, 206 p. (OCLC 468348936, BNF 37468729)

### Ouvrage didactique
- Victor Bachy, Pour lire le cinéma et les nouvelles images, Paris, Éditions du Cerf, 1987, 191 p. (ISBN 9782204027571, OCLC 300598774, BNF 34972683)[4]

### Études sur le cinéma africain
- Victor Bachy, Le cinéma de Tunisie, Tunis, Société tunisienne de diffusion, 1978, 510 p. (OCLC 461856742, BNF 34800440)
- Victor Bachy, La Haute-Volta et le cinéma, Bruxelles, Ocic, 1982, 86 p. (OCLC 417569382, BNF 40134338)
- Victor Bachy, Le cinéma en Côte d'Ivoire, Paris, Éditions L'Harmattan, 1983, 83 p. (ISBN 9782858022762, OCLC 21154252, BNF 40134328)
- Victor Bachy et Rik Otten, Le cinéma au Mali, Bruxelles, Ocic, 1983, 84 p. (ISBN 9782858022779, OCLC 10990310, BNF 34745109)
- Victor Bachy, Le cinéma au Zaïre, au Rwanda et au Burundi, Paris, Éditions L'Harmattan, 1984, 122 p. (ISBN 9782858023158, OCLC 299868156, BNF 37017759)
- Victor Bachy, Le cinéma au Gabon, Bruxelles, Ocic, 1986, 156 p. (ISBN 9789290800187, OCLC 876347978)
- Victor Bachy, Pour une histoire du cinéma africain, Bruxelles, Ocic, 1987, 69 p. (ISBN 9789290800194, OCLC 300412824)

### Biographies
- Victor Bachy, Jacques Feyder, Paris, Avant-scène, 1966, 56 p. (OCLC 469585593, BNF 39779864)
- Victor Bachy, Jacques Feyder artisan du cinéma : 1885-1948, Louvain, Librairie universitaire, 1968, 255 p. (OCLC 490481630)
- Victor Bachy, Alice Guy-Blaché (1873-1968) : La première femme cinéaste du monde, Perpignan, Institut Jean-Vigo, coll. « Les Cahiers de la Cinémathèque », 1993, 390 p. (ISBN 9782906027497, OCLC 421653828, BNF 36209842, présentation en ligne)[3],[2],[7],[8]

## Articles
En qualité de professeur à l'université de Louvain, il écrit des articles biographiques sur Grigori Aleksandrov, Sergueï Bondartchouk, René Clair, Émile Cohl, Veit Harlan, Charles Le Bargy, Carl Mayer, Georg Wilhelm Pabst, Vsevolod Poudovkine, Josef von Sternberg, Grigori Tchoukhraï, Jiří Trnka, Robert Wiene, ainsi que des articles généraux sur le CinemaScope, la comédie musicale, le suspense, le travelling.